# Wesfarmers
Wesfarmers Limited er et australsk konglomerat med hovedkvarter i Perth. Deres primære aktiviteter er i Australien og New Zealand, hvor de driver virksomhed indenfor detailhandel, kemi, kunstgødning, industri og sikkerhed. I 2020 havde de omsætning på 30,8 mia. A$ og 107.000 ansatte.
Wesfarmers blev etableret i 1914 som et kooperativ for vestaustralske landmænd. I 1984 blev virksomheden børsnoteret på Australian Securities Exchange og blev en betydelig detailhandelsvirksomhed.
Større detailvirksomheder i koncernen omfatter byggemarkedskæden Bunnings Warehouse samt stormagasinkæderne Kmart Australia og Target Australia.